# Whatshan River
Whatshan River är ett vattendrag i Kanada.   Det ligger i provinsen British Columbia, i den södra delen av landet, 3 200 km väster om huvudstaden Ottawa. Whatshan River ligger vid sjöarna  Lower Arrow Lake och Upper Arrow Lake.
I omgivningarna runt Whatshan River växer i huvudsak barrskog. Trakten runt Whatshan River är nära nog obefolkad, med mindre än två invånare per kvadratkilometer.